# Аллуайвит
Аллуайви́т (по названию горы Аллуайв) — редкий минерал с формулой Na19(Ca,Mn2+)6(Ti,Nb)3Si26O74Cl·2H2O, титановый силикат.

## История
Аллуайвит был открыт Хомяковым А. П. и другими учёными в 1993 году в Ловозёрских тундрах на горе Аллуайв, в честь которой минерал и получил своё название. Благодаря находке аллуайвита и других схожих минералов, в том числе дуалита, лабиринтита и расцветаевита, автор находки Хомяков смог разработать новую, более всеохватывающую систематику — кристаллохимическую систематику МГЭ.

## Свойства
Структура данного минерала близка к другому силикату — эвдиалиту, с которым аллуайвит образует тесные эпитаксические срастания.
Аллуайвит образует зёрна размером до 1 мм, бесцветного или розоватого цвета, обладающие в ультрафиолетовых лучах красно-оранжевой люминесценцией. Минерал встречается в породах, сложенных в основном нефелином, содалитом и калиевым полевым шпатом.